# Johnny Lee Middleton
Johnny Lee Middleton, född 7 maj 1963 i St. Petersburg, Florida, är en amerikansk musiker och låtskrivare, mest känd som basgitarrist i Savatage och Trans-Siberian Orchestra (TSO).

## Diskografi (urval)
Album med Savatage
- Fight for the Rock (1986)
- Hall of the Mountain King (1987)
- Gutter Ballet (1989)
- Streets: A Rock Opera (1991)
- Edge of Thorns (1993)
- Handful of Rain (1994)
- Dead Winter Dead (1995)
- The Wake of Magellan (1997)
- Poets and Madmen (2001)

Album med Trans-Siberian Orchestra
- Christmas Eve and Other Stories (1996)
- The Christmas Attic (1998)
- Beethoven's Last Night (2000)
- The Lost Christmas Eve (2004)
- Night Castle (2009)
- Letters From the Labyrinth (2015)